# Les Passions des vampires
Série
La Soif du vampire
(1971)
Pour plus de détails, voir Fiche technique et Distribution.
Les Passions des vampires (The Vampire Lovers) est un film d'horreur gothique britannique, réalisé par Roy Ward Baker, sorti en 1970.
Il est d'adapté du roman Carmilla, de Joseph Sheridan Le Fanu. C'est le premier film sur la Comtesse Mircalla Karnstein réalisé par le studio Hammer Film Productions dont la suite est La Soif du vampire et le troisième et dernier volet Les Sévices de Dracula.

## Synopsis
Le film se déroule dans la Styrie au XIXe siècle et s'ouvre sur l'image d'une très belle femme en déshabillé diaphane émergeant de la brume d'un cimetière. Elle rencontre le baron Hartog, un chasseur de vampires qui veut venger la mort de sa sœur. La jeune fille se révèle être un vampire quand sa poitrine est marquée par l'imposition du crucifix. Montrant ses crocs pour attaquer le baron, elle est promptement décapitée.
Le film commence ensuite avec une dame brune et mélancolique laissant sa fille Marcilla sous la garde du général von Spielsdorf et sa famille dans leur demeure styrienne. Marcilla devient rapidement l'amie de la fille du général, Laura. Cette dernière souffre de cauchemars et sa santé se détériore au point qu'elle en meurt. Marcilla disparaît de la maison du général.
Simulant un accident de voiture à cheval, la mère de Marcilla la laisse (à présent sous le nom de Carmilla) à la résidence de M. Morton. Là, Carmilla séduit Emma, la fille de Morton, mais sa fringale prend le dessus sur son affection, et Emma commence à s'étioler. Elle fait des cauchemars où son cœur est percé, et ses seins portent de petites blessures au réveil. La gouvernante d'Emma, Mademoiselle Perrodot, tombe aussi sous le charme érotique de Carmilla et devient l'instrument de sa volonté. Le maître d'hôtel et le docteur soupçonnent quelque chose d'étrange, surtout peu après la mort subite de plusieurs jeunes filles. Mais Carmilla les tue tous les deux. Un mystérieux homme en noir la surveille à distance, en souriant.
Maintenant, Carmilla peut s'emparer de l'innocente Emma…

## Fiche technique
Sauf indication contraire, les informations mentionnées dans cette section peuvent être confirmées par la base de données cinématographiques IMDb,  présente dans la section « Liens externes ».
- Titre original : The Vampire Lovers
- Titre français : Les Passions des vampires[1]
- Réalisation : Roy Ward Baker
- Scénario : Tudor Gates, d'après le roman Carmilla de Sheridan Le Fanu
- Direction artistique : Scott MacGregor
- Costumes : Brian Cox
- Photographie : Moray Grant
- Montage : James Needs
- Musique : Harry Robertson
- Production : Harry Fine, Michael Style
- Sociétés de production : American International Pictures (AIP), Fantale Films, Hammer Films
- Sociétés de distribution : American International Pictures (AIP), Embassy Home Entertainment, MGM-EMI, MGM Home Entertainment, Nelson Entertainment, Orion Home Video, Shout! Factory
- Budget de production : 165 227 £
- Pays d'origine :  Royaume-Uni,  États-Unis
- Langues : anglais, allemand
- Format : couleurs - 35 mm - 1,85:1 - son Mono
- Genre : Érotique, fantastique, historique, horreur
- Durée : 91 min
- Dates de sorties en salles :
  - Royaume-Uni : 4 octobre 1970
  - États-Unis : 22 octobre 1970
  - France : 15 septembre 1971

## Distribution
- Ingrid Pitt : Marcilla / Carmilla / Mircalla Karnstein
- Peter Cushing : Général von Spielsdorf
- George Cole : Roger Morton
- Dawn Addams : la Comtesse
- Pippa Steel : Laura
- Madeline Smith : Emma Morton
- Kate O'Mara : Mme Perrodot (la gouvernante)
- Douglas Wilmer : Baron Joachim von Hartog
- Jon Finch : Carl Ebhardt
- Ferdy Mayne : le docteur
- Kirsten Lindholm : première vampire
- John Forbes-Robertson : l'homme en noir
- Shelagh Wilcocks : une gouvernante
- Janet Key : Gretchin
- Harvey Hall : Renton
- Charles Farrell : le logeur

### Sources et bibliographie

#### Ouvrages
- (en) Joseph Sheridan Le Fanu, Carmilla, Éditions Denoël, 1872, 223 p.  (ISBN 978-2207600405)
- (en) Jonathan Rigby, English Gothic : A Century of Horror Cinema, Reynolds & Hearn, 2000, 256 p.  (ISBN 978-1903111017)